# シャーロットのおくりもの (2006年の映画)
『シャーロットのおくりもの』（Charlotte's Web）は、2006年のアメリカ映画。E・B・ホワイトの同名児童文学の映画化作品である。

## ストーリー
ある家の娘ファーンは父親に殺されそうになっている赤ちゃん豚を救出する。ウィルバーと名付けたその豚はやがて近所の農屋に売られる。ウィルバーは農屋にいる他の動物にはあまり迎え入れられてない蜘蛛のシャーロットと友だちになる。ウィルバーは春生まれで、雪を見るという目標がある。しかし春生まれの豚は冬までには豚肉となって食べられてしまう。そのため春生まれの豚は雪を見ることが難しいという。ウィルバーが雪を見るために、シャーロットは自分の巣にあるメッセージを綴る。

## キャスト
※括弧内は日本語吹替
- ファーン・エラブル - ダコタ・ファニング（福田麻由子）

ウィルバーの飼い主。
- Mr.エラブル - ケヴィン・アンダーソン（根本泰彦）

ファーンの父親。
- Mrs.エラブル - エッシー・デイヴィス（小林優子）

ファーンの母親。
- エイヴリー・エラブル - ルイス・コーベット（杉本征哉）
- 算数の先生 - ロビン・アーサー（矢野きよ実）
- ホーマー・ザッカーマン - ゲイリー・バサラバ（石住昭彦）

エイブル家の近所に住む男性。
- ドリアン先生 - ボー・ブリッジス（岩田安生）

### 声の出演
- クモのシャーロット - ジュリア・ロバーツ（鶴田真由）

ウィルバーと仲良くなる。
- ネズミのテンプルトン - スティーヴ・ブシェミ（山寺宏一）

ウィルバーの餌の残飯に誘われてやってきた。
- 子ブタのウィルバー - ドミニク・スコット・ケイ（英語版）（小清水一揮）

小さすぎて育たないと殺されかけるがファーンに助けてもらう。
- 羊のサミュエル - ジョン・クリーズ（青野武）
- ガチョウのグッシー - オプラ・ウィンフリー（松本伊代）
- ガチョウのゴリー - セドリック・ジ・エンターテイナー（ヒロミ）
- 牛のビッツィー - キャシー・ベイツ（LiLiCo）
- 牛のベッツィー - リーバ・マッキンタイア（小宮和枝）
- 馬のアイク - ロバート・レッドフォード（高橋英樹）
- カラスのブルックス - トーマス・ヘイデン・チャーチ（千原ジュニア）
- カラスのエルウィン - アンドレ・ベンジャミン（千原せいじ）
- ナレーター - サム・シェパード（高橋英樹）